# Scottish League Challenge Cup 1993/94
Der Scottish League Challenge Cup wurde 1993/94 zum 4. Mal ausgespielt. Der schottische Fußballwettbewerb, der offiziell als B&Q Challenge Cup ausgetragen wurde, begann am 6. Oktober 1993 und endete mit dem Finale am 12. Dezember 1993 im Fir Park von Motherwell. Der Titelverteidiger war Hamilton Academical, der sich im Finale ein Jahr zuvor gegen Greenock Morton durchsetzte. Am Wettbewerb nahmen die Vereine der Scottish Football League teil. Im diesjährigen Finale konnte der FC Falkirk den Challenge Cup im Finale gegen den FC St. Mirren gewinnen.

## 1. Runde
Ausgetragen wurden die Begegnungen am 6. und 7. Oktober 199´3.
|                    | Ergebnis        |                       |
| ------------------ | --------------- | --------------------- |
| Albion Rovers      | 2:2 (?:? i. E.) | FC Cowdenbeath        |
| Ayr United         | 3:1             | FC East Fife          |
| FC Dumbarton       | 1:2             | FC Stranraer          |
| Brechin City       | 3:1 n. V.       | FC Arbroath           |
| FC Clyde           | 0:1             | FC St. Mirren         |
| FC Falkirk         | 2:1             | Alloa Athletic        |
| Forfar Athletic    | 2:3 n. V.       | FC Livingston         |
| FC Montrose        | 5:0             | FC East Stirlingshire |
| Queen of the South | 2:1             | Berwick Rangers       |
| FC Stenhousemuir   | 0:5             | FC Clydebank          |

## 2. Runde
Ausgetragen wurden die Begegnungen am 19. und 20. Oktober 1993.
|                    | Ergebnis        |                      |
| ------------------ | --------------- | -------------------- |
| Airdrieonians FC   | 3:1             | Hamilton Academical  |
| Ayr United         | 2:1 n. V.       | Brechin City         |
| FC Falkirk         | 3:0             | FC Cowdenbeath       |
| Greenock Morton    | 2:4             | FC St. Mirren        |
| FC Queen’s Park    | 0:1             | FC Clydebank         |
| FC Livingston      | 2:0             | Stirling Albion      |
| FC Montrose        | 0:0 (?:? i. E.) | FC Stranraer         |
| Queen of the South | 0:6             | Dunfermline Athletic |

## Viertelfinale
Ausgetragen wurden die Begegnungen am 26. und 27. Oktober 1993.
|                  | Ergebnis        |                      |
| ---------------- | --------------- | -------------------- |
| Airdrieonians FC | 0:1 n. V.       | FC St. Mirren        |
| Ayr United       | 2:0             | FC Clydebank         |
| FC Falkirk       | 4:1             | Dunfermline Athletic |
| FC Livingston    | 1:1 (?:? i. E.) | FC Montrose          |

## Halbfinale
Ausgetragen wurden die Begegnungen am 2. November 1993.
|            | Ergebnis |               |
| ---------- | -------- | ------------- |
| Ayr United | 1:2      | FC St. Mirren |
| FC Falkirk | 3:2      | FC Livingston |

## Finale
| FC Falkirk                                                       | FC Falkirk | FC St. Mirren | FC St. Mirren |
| ---------------------------------------------------------------- | --- | --- | ------------- |
| FC Falkirk                                                       | \| Finale, \| \| 12. Dezember 1993 um 14:30 Uhr Ortszeit in Motherwell (Fir Park) \| \| Ergebnis: 3:0 (0:0) \| \| Zuschauer: 13.763 \| \| Schiedsrichter: Douglas Hope \|                                          | \| Finale, \| \| 12. Dezember 1993 um 14:30 Uhr Ortszeit in Motherwell (Fir Park) \| \| Ergebnis: 3:0 (0:0) \| \| Zuschauer: 13.763 \| \| Schiedsrichter: Douglas Hope \|                                                 | FC St. Mirren |
| FC Falkirk                                                       | Tony Parks – Joe McLaughlin, John Hughes, David Weir, Tommy McQueen – Eddie May, Brian Rice, Neil Duffy, Ian McCall (??. Neil Oliver) – Kevin Drinkell (??. Greg Shaw), Richard Cadette Cheftrainer: Jim Jefferies | Campbell Money – Robert Dawson, Martin Baker, Norrie McWhirter, Barry McLaughlin – Neil Orr, Alex Bone (??. Ricky Gillies), Jim Dick, Barry Lavety, Paul Harvey – John Hewitt (??. Paul McIntyre) Cheftrainer: Jimmy Bone | FC St. Mirren |
| FC Falkirk                                                       | 1:0 Neil Duffy (47.) 2:0 Richard Cadette (48.) 3:0 John Hughes (??.) | | FC St. Mirren |
| Finale,                                                          | | |               |
| 12. Dezember 1993 um 14:30 Uhr Ortszeit in Motherwell (Fir Park) | | |               |
| Ergebnis: 3:0 (0:0)                                              | | |               |
| Zuschauer: 13.763                                                | | |               |
| Schiedsrichter: Douglas Hope                                     | | |               |